# Sobota (powieść)
Sobota (2005) – powieść brytyjskiego pisarza Iana McEwana. W 2006 roku za "Sobotę" Ian McEwan otrzymał nagrodę James Tait Black Memorial Prize. 
Sobota jest zapisem jednego dnia z życia cenionego londyńskiego neurochirurga. Henry Perowne prowadzi uporządkowane, szczęśliwe życie. Jednak jeden dzień, sobota 15 lutego 2005 ukaże jak nieprzewidywalne może być życie.
McEwan przed napisaniem książki spędził około dwa lata na czytaniu czasopism medycznych i podręczników neurochirurgii, zaprzyjaźnił się z lekarzami, którzy pozwolili mu poznać tajniki tej profesji, czego dowód znajdujemy w obszernych podziękowaniach kończących książkę. W Sobocie poza neurochirurgią McEwan poruszał również tematykę bluesa (syn bohatera jest utalentowanym gitarzystą bluesowym), poezji (jego córka i teść są poetami), squasha (doktor jest zapalonym graczem) oraz kurs topografii centralnego Londynu.